# ラントゥール駅 (イリノイ州)
ラントゥール駅（英語：Rantoul Station）は、イリノイ州ラントゥール ウェスト・サンガモン・アヴェニューおよびノース・ケンタッキー・アヴェニューにある駅。全米各地を結ぶ旅客鉄道のアムトラックが乗り入れている。

## 利用可能な鉄道路線／列車
アムトラックのラントゥール駅に発着する列車は下記の通り。
シカゴとカーボンデール間の昼行中距離列車イリニ&サルキ…1日2往復発着